# Pierre Scohier
Pierre Scohier (Gilly, 11 januari 1936 - Salles, 11 september 2020) was een Belgisch bedrijfsleider. Hij stond jarenlang aan het hoofd van de holding Cobepa.

## Biografie
Pierre Scohier studeerde handelsingenieur aan de Université libre de Bruxelles en ging in 1958 onder impuls van Maurits Naessens bij Paribas België aan de slag. In 1971 werd hij algemeen directeur van de holding Cobepa, in 1974 gedelegeerd bestuurder, in 1978 voorzitter van het directiecomité en in 1990 voorzitter van de raad van bestuur. In september 1997 gaf hij de operationele leiding van Cobepa aan Christian Varin en Nicole Hardenne door.
Hij speelde een voorname rol in belangrijke financiële dossiers. Zo onttrok hij met Gérard Eskenazi, Albert Frère en Paul Desmarais de buitenlandse activiteiten van Paribas aan de nationalisering door de Franse staat begin jaren 1980. In 1988 bood Scohier samen met André Leysen Belgische steun aan Carlo de Benedetti bij diens vruchteloze poging de holding Société Générale de Belgique op te kopen. Scohier was later betrokken bij de splitsingsoperatie van Gevaert in 1997, wat tot de samensmelting van (een deel van) Gevaert met Almanij, de holding boven de Kredietbank, leidde en later de fusie van de Kredietbank met CERA Bank en verzekeraar ABB tot de KBC Groep in 1998. Ook was hij bestuurder van de Frère-holding Groupe Bruxelles Lambert.
Eind 2000 stapte Scohier bij Cobepa op nadat BNP Paribas in juni dat jaar een bod uit op de ongeveer 40% in Cobepa die ze nog niet had uitbracht. De Franse bankgroep vormde de holding om tot een risicokapitaalgroep die zich uitsluitend op investeringen in niet-genoteerde bedrijven uit de Benelux toelegde en zo een onderdeel van de private equitypoot van BNP Paribas werd. Hij verliet vervolgens de Belgische bedrijfswereld en trok zich grotendeels terug in Chimay en Spanje, waar hij zich toelegde op paarden en wijn.
Hij was officier in de Leopoldsorde en ridder in het Legioen van Eer. Ook doceerde hij aan de ULB, verdedigde hij de plaats van holdings in de Belgische economie en was hij bestuurder van het Verbond van Belgische Ondernemingen, de Belgische Vereniging van Financiële Analisten en de vzw Omroepgebouw Flagey.